# Kanton Bagneux
Der Kanton Bagneux ist seit 1967 ein französischer Wahlkreis im Arrondissement Antony, im Département Hauts-de-Seine und in der Region Île-de-France. Sein Hauptort ist Bagneux.

## Gemeinden
Der Kanton besteht aus zwei Gemeinden mit insgesamt 64.787 Einwohnern (Stand: 1. Januar 2022) auf einer Gesamtfläche von 6,05 km²:
| Gemeinde       | Einwohner 1. Januar 2022 | Fläche km² | Dichte Einw./km² | Code INSEE | Postleitzahl |
| -------------- | ------------------------ | ---------- | ---------------- | ---------- | ------------ |
| Bagneux        | 43.647                   | 4,19       | 10.417           | 92007      | 92220        |
| Bourg-la-Reine | 21.140                   | 1,86       | 11.366           | 92014      | 92340        |
| Kanton Bagneux | 64.787                   | 6,05       | 10.709           | 9203       | –            |

Bis zur Neuordnung bestand der Kanton Bagneux aus der Gemeinde Bagneux. Sein Zuschnitt entsprach einer Fläche von  4,19 km2.